# Гней Корнелий Лентул (консул 97 года до н. э.)
Гней Корнелий Лентул (лат. Gnaeus Cornelius Lentulus) — древнеримский политик, консул 97 года до н. э. вместе с Публием Лицинием Крассом. Во время их консульства сенат принят указ, запрещающий человеческие жертвоприношения.
Сын Гнея Корнелия Лентула, консула 146 года до н. э. Приёмный отец Гнея Корнелия Лентула Клодиана, консула 72 года до н. э.